# 79472 Чорний
79472 Чорний (79472 Chiorny) — подвійний астероїд, що належить до сім'ї Хунгарії на внутрішній границі головного поясу астероїдів. Названий на честь українського астронома Василя Чорного.

## Відкриття
Астероїд відкрито 6 січня 1998 року в Сормано, Італія, А. Тестою та П. К’явенною. Астероїд отримав тимчасове позначення 1998 AX4. Пізніше вдалося зробити "передвідкриття" астероїда, знайшовши його у спостережних даних за 26 квітня 1993 року. Постійний номер 79472 астероїду присвоєно 4 травня 2004 року.

## Назва
20 червня 2016 року астероїд було названо на честь Василя Григоровича Чорного (1953 р.н.), дослідника подвійних астероїдів з Харківської обсерваторії. Василь Чорний є першовідкривачем одного подвійного астероїда, співвідкривачем кількох інших та співавтором ряду робіт про подвійні астероїди. Назва була запропонована Петром Правецом і Аланом Гаррісом.

## Супутник
Супутник астероїда був відкритий 17 березня 2012 року Б. Д. Уорнером за допомогою фотометричних спостережень з обсерваторії Палмер Дівайд, Колорадо-Спрінгс, Колорадо, США. Оголошено про подвійність було у жовтні 2012 р.
Подвійність астероїда вдалось встановити завдяки тому, що супутник і головне тіло періодично закривали одне одного (покриття) або відбрасивали тінь один на одне (затемнення), що призводило до періодичних зменшень яскравості астероїда. Орбітальний період супутника навколо головного тіла складає 25,95 ± 0,02 години. Припускається, що через припливні сили супутник знаходиться в стані синхронного обертання, завжди дивлячись на головне тіло одним і тим самим боком. З величини зменшень яскравості під час покриттів або затемнень було оцінено, що відношення діаметрів супутника і головного тіла складає близько 0,3.